# 마리노 모레티니

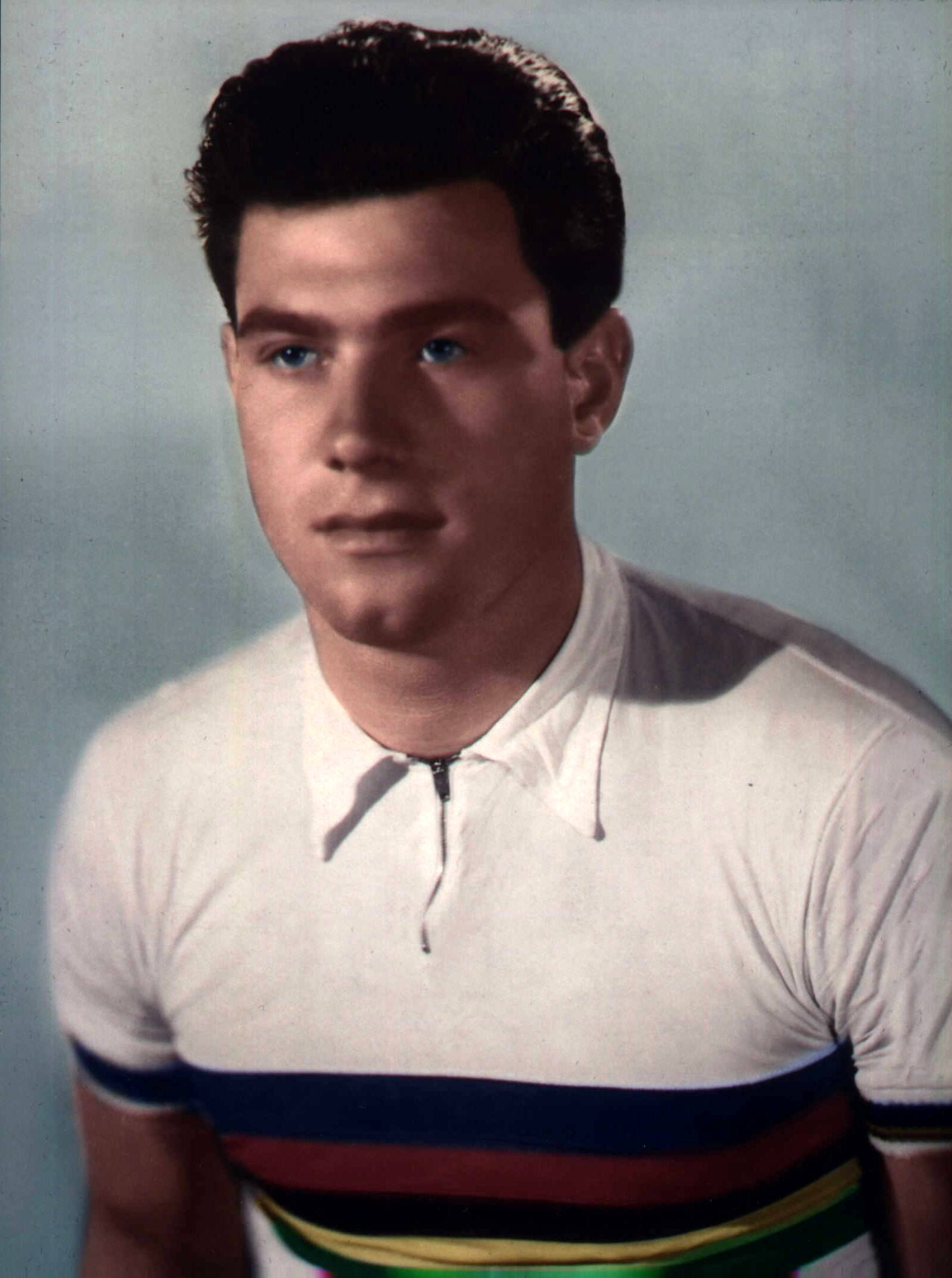

마리노 모레티니(Marino Morettini, 1931년 1월 2일 – 1990년 12월 10일)는 이탈리아 출신의 도로 자전거 및 트랙 사이클링 선수로, 1952년 하계 올림픽 남자 1000m 타임 트라이얼에서 은메달을 획득했다. 같은 올림픽 토너먼트에서 그는 로리스 캄파나, 미노 데 로시, 귀도 메시나와 함께 남자 4,000m 팀 추격에서 금메달을 획득했다. 1954년부터 1963년까지 프로 라이더였다.